# 橋和站
橋和站位於台灣新北市中和區，鄰近二八張工業區，為台北捷運環狀線第一階段的捷運車站。

## 車站概要
車站位於中山路與橋和路間之板南路，車站編號為Y13。

## 車站構造
地上五層疊式月台車站，兩個側式月台分別位於地上第三層與第五層（兩月台層間上下平行），形成側式疊式月台，設有一處出入口。

### 車站樓層
|           |                    |                                                           |
| 地上 五樓 | 二月台             | ← 環狀線 往大坪林方向（Y12 中和站）                       |
| 地上 五樓 | 側式月台，左側開門 |                                                           |
| 地上 三樓 | 一月台             | 環狀線 往新北產業園區方向（Y14 中原站）→                  |
| 地上 三樓 | 側式月台，右側開門 |                                                           |
| 地上 三樓 | 大廳層             | 車站大廳、詢問處、自動售票機、驗票閘門 洗手間（付費區內） |
| 地面      |                    |                                                           |
| 地面層    | 出入口             |                                                           |

### 車站出口
| 出入口                             | 圖片 | 位置   |
| ---------------------------------- | ---- | ------ |
| 單一出入口 · 設有電梯 · 設有手扶梯 |      | 板南路 |
| 註： 設有電梯 \| 設有手扶梯        |      |        |

## 歷史
- 2019年10月25日：臺北市政府辦理環狀線第一階段初勘作業。
- 2020年1月5日：交通部辦理環狀線第一階段履勘作業。
- 2020年1月19日：環狀線「新北產業園區—大坪林」段開放試營運，試乘時間於上午10點至下午4點[5][6]。
- 2020年1月31日：環狀線橋和站隨著環狀線「新北產業園區—大坪林」段正式通車而啟用[1][2][3]。
- 2023年1月31日：環狀線西環段（新北產業園區站-大坪林站）交回新北捷運公司營運[7]。
- 2024年4月3日：「板新－中原」段在花蓮地震中軌道錯位，此站因而暫停營運待維修，改以公車接駁[8][9]。
- 2024年12月12日：「板新－中原」段修復並測試完成，於當日12時恢復通車。

## 利用狀況
| 年   | 年間    | 年間    | 年間      | 年間   | 單日平均 | 單日平均 |
| 年   | 上車    | 下車    | 上下車計  | 來源   | 上車     | 上下車   |
| ---- | ------- | ------- | --------- | ------ | -------- | -------- |
| 2020 | 539,967 | 547,052 | 1,087,019 | [ 10 ] | 1,552    | 3,124    |
| 2021 | 567,249 | 565,694 | 1,132,943 | [ 10 ] | 1,554    | 3,103    |
| 2022 | 697,502 | 692,319 | 1,389,821 | [ 10 ] | 1,910    | 3,807    |

## 車站周邊
- 微星科技
- 迪卡儂
- 中和好市多Costco
- 遠東中和工業區
- 美麗殿精品旅館（位於本站與中原站間）
- 中和中山路郵局
- 大都會舒壓時尚會館（位於本站與中和站間）
- 新北市公共自行車租賃系統 捷運橋和站
- 新北市政府警察局中和分局中原派出所

## 公車資訊
| 編號 | 經營業者            | 區間                       | 備註               |
| ---- | ------------------- | -------------------------- | ------------------ |
| 51   | 臺北客運            | 南雅站－永和               | 屬於新北市區公車。 |
| 201  | 臺北客運            | 中和－捷運龍山寺站         | 屬於新北市區公車。 |
| 262  | 大都會客運          | 宏國德霖科技大學－民生社區 |                    |
| 897  | 指南客運            | 景文科技大學－板橋         | 屬於新北市區公車。 |
| 982  | 首都客運 大都會客運 | 新莊－新店                 | 屬於新北市區公車。 |

## 腳註

### 來源資料
1. 1 2  . 卞金峰. 中央社. 2020-01-21  [2020-01-21]. （原始内容存档于2020-02-26）.
2. 1 2  捷運環狀線1/31通車 一張圖看懂哪8站可以轉乘 （页面存档备份，存于），自由時報，2020-01-21 16:49:13。
3. 1 2  新北環狀線 1月31日通車營運，新北環狀線免費試乘3日，吸引超過11萬人試乘 （页面存档备份，存于），翻爆，2020-01-24。
4. ↑  . 臺北大眾捷運股份有限公司. 2021-01-15.
5. ↑  新北捷運環狀線 19日起免費試乘 （页面存档备份，存于），Yahoo奇摩新聞，2020年1月17日 上午2:26。
6. ↑  捷運新北環狀線 19日起免費試乘 （页面存档备份，存于），自由時報，2020-01-17 05:30:00。
7. ↑  葉德正、楊亞璇. . 中時新聞網. 2022-06-07  [2022-06-07]. （原始内容存档于2022-06-15） （中文）.
8. ↑  黃姵涵; 陳柏諭. . 公視新聞網. 2024-04-04  [2024-04-04]. （原始内容存档于2024-04-04） （中文（臺灣））.
9. ↑  董冠怡. . 自由時報. 2024-04-08  [2024-04-09]. （原始内容存档于2024-04-10）.}
10. ↑  . 臺北市交通統計資料庫查詢系統. 2021-02-04  [2022-06-25]. （原始内容存档于2020-11-28）.

## 外部連結
- 臺北大眾捷運股份有限公司 （页面存档备份，存于）
- 臺北市政府捷運工程局 （页面存档备份，存于）
- 橋和站位置圖（台北捷運公司）
- 橋和站車站剖面相關位置圖（台北捷運公司）